# Mario Masciulli
Mario Masciulli, barone di Miglianico (Livorno, 15 settembre 1909 – Caracas, 16 ottobre 1991), è stato un militare italiano, ingegnere della Regia Marina e maggiore del Genio Navale; fu membro della famosa Xª Flottiglia MAS (Regno d'Italia) e direttore dell'Ufficio di Armi Subacquee Segrete durante la seconda guerra mondiale. Ricevette la medaglia d'argento al valor militare.

## Biografia

### Primi anni e carriera militare

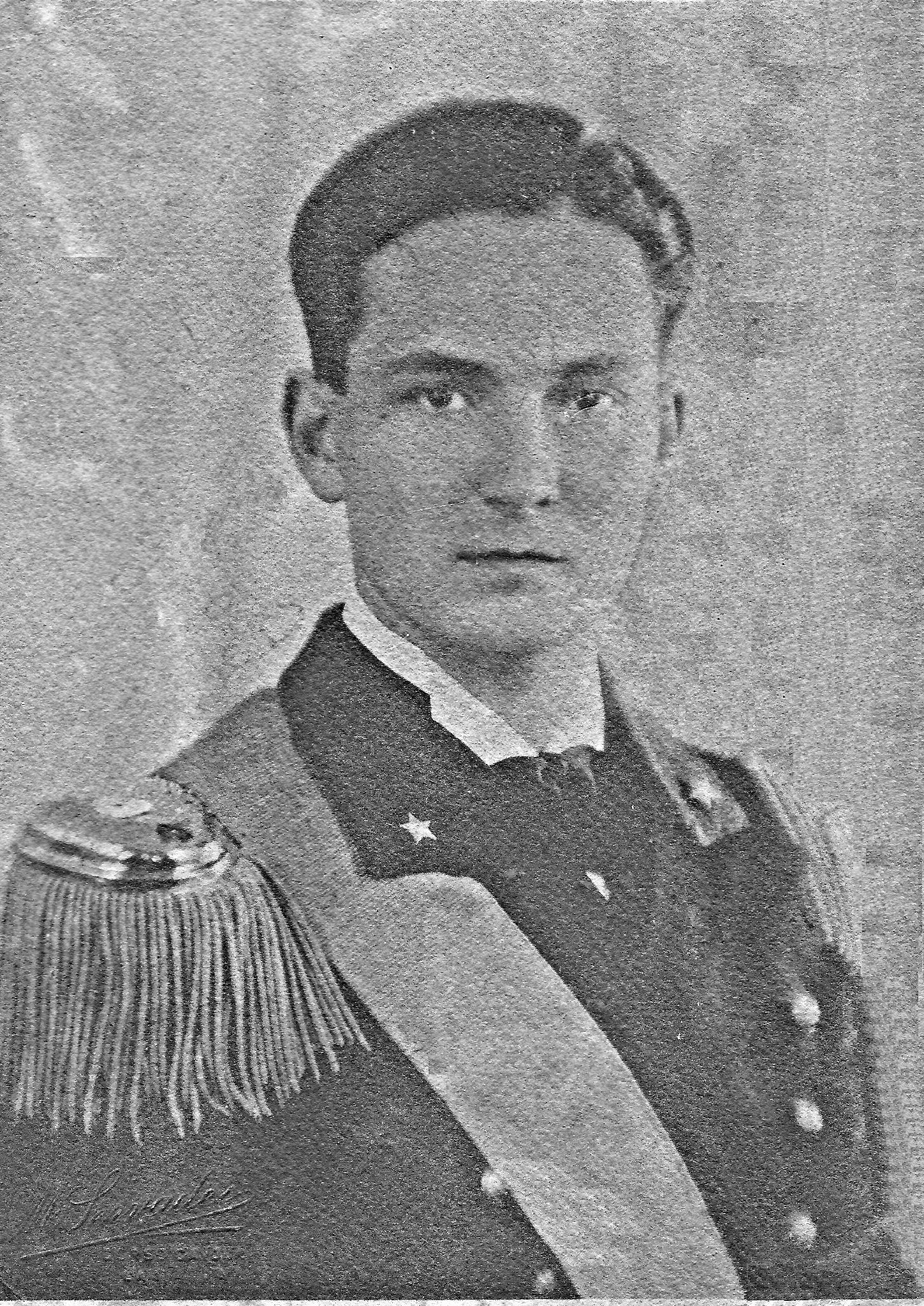
1932, Accademia Navale di Livorno

Entrò nella Accademia Navale di Livorno nel 1925, risultando il primo nelle qualificazioni degli esami di ammissione fra un gruppo numeroso di aspiranti. In seguito fu inviato al quotato Politecnico di Torino dove ricevette, con lode, il titolo di ingegnere industriale; conseguì dopo un dottorato in ingegneria meccanica.

### Seconda guerra mondiale
(Junio Valerio Borghese)
Prima dell'inizio della guerra, nel 1939, Masciulli compì studi e investigazioni tecniche a bordo di diverse unità da guerra, come la nave da battaglia Andrea Doria e il sommergibile Scirè, dove conobbe e strinse amicizia con il suo comandante, principe Junio Valerio Borghese. Nel 1940 fu richiesto direttamente da Borghese per formare parte della recentemente ristrutturata "Xª Flottiglia MAS".

#### Lavori sul Siluro a Lenta Corsa
Insieme al capitano G.N. Travaglini, Masciulli fu assegnato all'Ufficio di Armi Subacquee Segrete, dove fu incaricato del perfezionamento dei primi siluri umani con la sigla "SLC" (Siluro a Lenta Corsa), disegnati originalmente da Teseo Tesei e soprannominati "maiali", eliminando le cause di molti inconvenienti; si cominciò subito la costruzione di un prototipo analogo al precedente, ma di caratteristiche notevolmente superiori, frutto della esperienza acquistata e del progresso della scienza e della tecnologia industriale più aggiornata. Lanciato da un sommergibile più grande, lo SLC era manovrato da due uomini in una cabina scoperta che, giunti vicini a una nave nemica, collocavano allo scafo una testata esplosiva con un temporizzatore.
Altre armi, suggerite da particolari piani offensivi, furono pure progettate e costruite: mine acustiche e bombette incendiarie, che i piloti avrebbero disseminato nell'interno dei porti nemici in cui fossero penetrati. Il maggior risultato ottenuto con dei "maiali" avvenne il 19 dicembre del 1941, quando i tenenti di vascello Luigi Durand de la Penne e Emilio Bianchi riuscirono a portare i loro SLC fino al porto di Alessandria d'Egitto, dove colpirono severamente le grandi corazzate da battaglia britanniche HMS Valiant e HMS Queen Elizabeth, mettendole fuori uso.

#### Motoscafo Armato Silurante

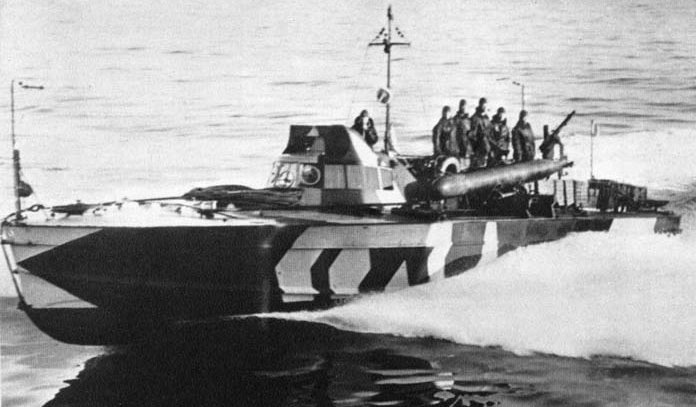
Coppia di MAS in esercitazione, 1918 circa

Come direttore dell'Ufficio di Armi Subacquee Segrete, Masciulli si occupò anche del perfezionamento costante del Motoscafo Armato Silurante (MAS), battelli da 20 a 30 tonnellate con un equipaggio di 10 o 12 marinai e armati con due SLC ed altri due siluri convenzionali, oltre che di varie mitragliatrici e qualche volta un piccolo cannone a tiro rapido, dotati di potenti motori che permettevano una velocità di più di 45 nodi e una veloce manovabilità, che rendeva difficile alle batterie nemiche colpirli.

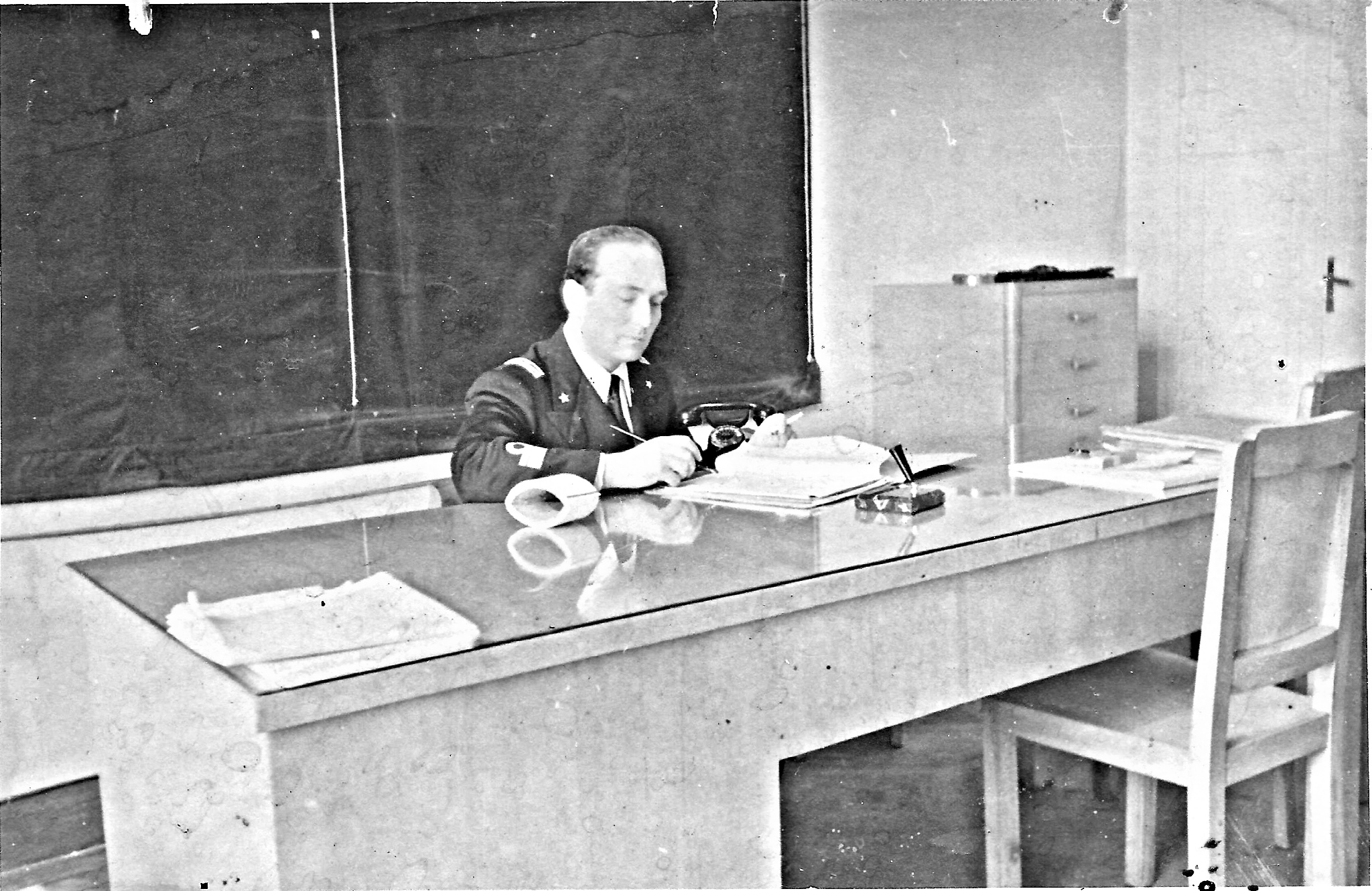
Masciulli nel 1941, come direttore dell'Ufficio di Armi Subacquee Segrete

#### Il Siluro San Bartolomeo

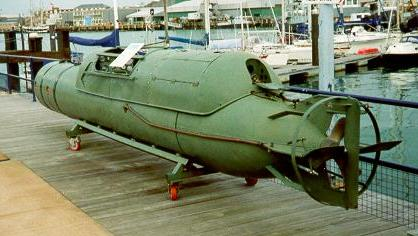
Esemplare di "Siluro San Bartolomeo" della seconda guerra mondiale, esposto nel Submarine Museum, Gosport

L'impiego degli SLC, sia nelle prove in mare che nelle missioni eseguite, aveva evidenziato diverse limitazioni, in parte dovute al design originario del mezzo (per esempio il fatto che il secondo operatore viaggiava completamente in immersione durante l'azione), tanto da considerare necessario procedere a una completa rielaborazione del progetto originario. Gli studi tecnici relativi vennero affidati a Masciulli, ora maggiore del Genio Navale, sempre con la collaborazione del capitano Travaglino (inviato anche sul piroscafo Olterra come responsabile dell'officina segreta ivi installata) e con la consulenza dell'ingegnere Guido Cattaneo della C.A.B.I. di Milano, su specifiche fornite dal Comando della Xª Flottiglia MAS.
I migliori materiali disponibili e la nuova tecnologia sviluppata parallelamente portarono a un mezzo molto superiore rispetto agli SLC, al punto di non poterlo neppure identificare più come una derivazione del "maiale". Avvalendosi anche della collaborazione della Direzione Armi Subacquee dell'Arsenale de La Spezia, la realizzazione del prototipo venne curata dall'Officina Siluri di San Bartolomeo, da cui la denominazione ufficiale del nuovo tipo di semovente: Siluro San Bartolomeo (SSB).
L'8 settembre 1943 il nuovo governo italiano di Pietro Badoglio annunciò la firma di un armistizio con gli Alleati; gli attacchi a Gibilterra, usando il nuovo Siluro San Bartolomeo, e una incursione programmata verso la città di New York, negli Stati Uniti, furono di conseguenza sospesi. Alla data dell'armistizio erano disponibili tre esemplari del SSB, di cui due risulta siano rimasti a La Spezia ed uno inviato in Adriatico a Venezia, dove venne ritrovato alla fine della guerra. I due SSB della base di La Spezia vennero assegnati al "Gruppo Operativo della Castagna" (una vecchia batteria posta sul lato occidentale della rada) della nuova Xª Flottiglia MAS e posti agli ordini del tenente di vascello Augusto Jacobacci, già designato per l'azione contro Gibilterra pianificata per il 2 ottobre 1943.

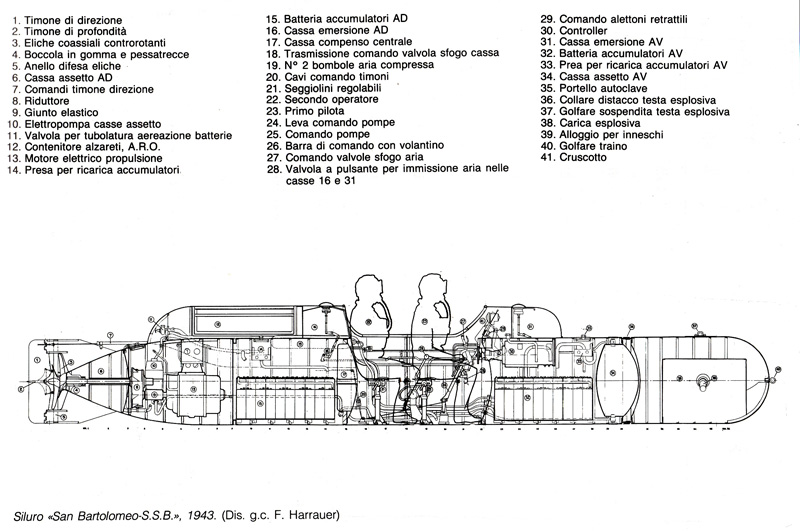
Piano descrittivo del Siluro San Bartolomeo

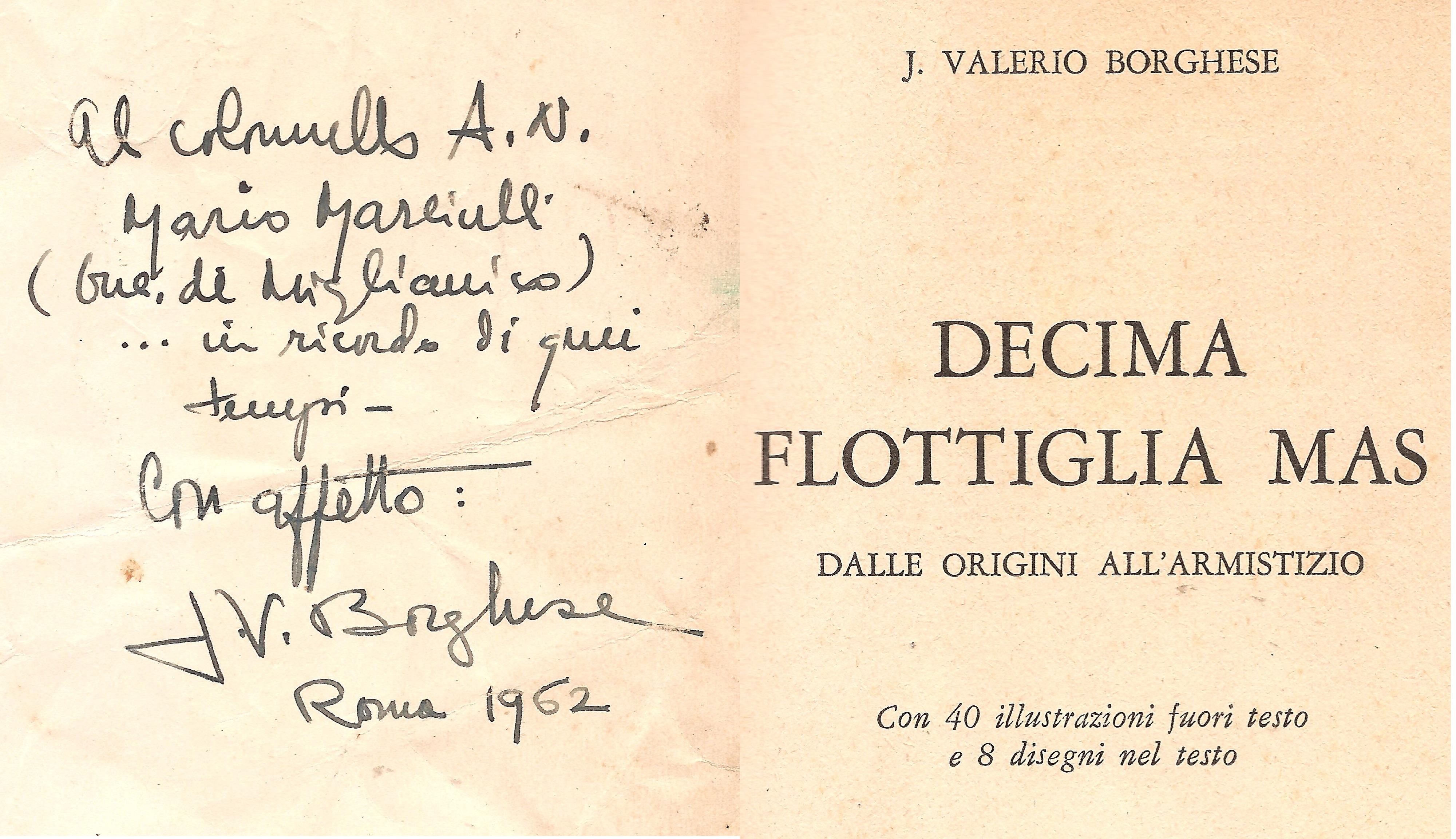
Del libro Decima Flottiglia MAS omaggiato da Borghese a Masciulli nel 1962. Si legge: “Al Colonnello Mario Masciulli (barone di Miglianico) in ricordo di quei tempi…” J.V.Borghese

### Dopo la guerra
L'ingegnere Masciulli rimase ferito a una gamba e ad entrambe le mani a causa di un incidente tecnico nel 1943, mentre faceva una prova personale a bordo di un SLC. Dopo la guerra ottenne la promozione a colonnello delle Armi Navali nella Riserva. Mantenne sempre un affettuoso contatto con il principe Borghese. In seguito diventò, per vari anni, direttore tecnico di alcuni stabilimenti della Pirelli, prima a Napoli, dopo a Terni, a Narni e infine a Milano, dove divenne direttore commerciale. Nell'impresa già aveva evidenziato la sua alta preparazione e gran capacità quando, come direttore in capo dell'Ufficio Armi Subacquee Segrete, utilizzò i materiali della Pirelli per l'elaborazione di scafandri e tute di gomma utilizzate dagli uomini del "Gruppo Gamma".
Nel 1957 conobbe a Milano il vice ammiraglio venezuelano Carlos Larrazabal Ugueto, allora capo della Marina militare del Venezuela (Armada Nacional de Venezuela), intento a ordinare all'Italia varie fregate missilistiche ed armi navali di vario tipo; Ugueto era fratello di Wolfgang Larrazábal che, nel 1958, divenne capo della giunta civico-militare che si pose alla guida del Venezuela dopo il colpo di Stato che rovesciò il generale Marcos Pérez Jiménez. Masciulli fu così selezionato, per le sue profonde conoscenze militari e tecniche, per dare lezioni agli allievi della Scuola Navale venezuelana e decise di stabilirsi in Venezuela, dove poi fondò varie imprese, insieme ad altri appartenenti alla Regia Marina e alle Forze armate italiane durante la guerra.
Morì a Caracas, di cause naturali, il 16 ottobre del 1991. Lasciò vari figli e nipoti.